# Idvor
Idvor (izvirno srbsko Идвор) je naselje v Srbiji, ki upravno spada v Občino Kovačica; slednja pa je del Južnobanatskega upravnega okraja. V Idvoru se je rodil Mihaljo Pupin.

## Demografija
V naselju, katerega izvirno (srbsko-cirilično) ime je Идвор, živi 960 polnoletnih prebivalcev, pri čemer je njihova povprečna starost 42,0 let (39,8 pri moških in 44,0 pri ženskah). Naselje ima 372 gospodinjstev, pri čemer je povprečno število članov na gospodinjstvo 3,22.
To naselje je, glede na rezultate popisa iz leta 2002, večinoma srbsko, a v času zadnjih treh popisov je opazno zmanjšanje števila prebivalcev.
|  |

| Demografija | Demografija     | Demografija     |
| Leto        | Št. prebivalcev | Št. prebivalcev |
| ----------- | --------------- | --------------- |
|             |                 |                 |
|             |                 |                 |
|             |                 |                 |
|             |                 |                 |
| 1948        | 1852            |                 |
| 1953        | 1857            |                 |
| 1961        | 1823            |                 |
| 1971        | 1621            |                 |
| 1981        | 1442            |                 |
| 1991        | 1308            | 1308            |
| 2002        | 1279            | 1198            |
|             |                 |                 |

| Etnična sestava po popisu iz leta 2002 | Etnična sestava po popisu iz leta 2002 | Etnična sestava po popisu iz leta 2002 | Etnična sestava po popisu iz leta 2002 | Etnična sestava po popisu iz leta 2002 |
| -------------------------------------- | -------------------------------------- | -------------------------------------- | -------------------------------------- | -------------------------------------- |
| Srbi                                   | Srbi                                   |                                        | 1.126                                  | 93,98%                                 |
| Romi                                   | Romi                                   |                                        | 46                                     | 3,83%                                  |
| Slovaki                                | Slovaki                                |                                        | 9                                      | 0,75%                                  |
| Madžari                                | Madžari                                |                                        | 5                                      | 0,41%                                  |
| Nemci                                  | Nemci                                  |                                        | 3                                      | 0,25%                                  |
| Hrvati                                 | Hrvati                                 |                                        | 2                                      | 0,16%                                  |
| Slovenci                               | Slovenci                               |                                        | 1                                      | 0,08%                                  |
| Romuni                                 | Romuni                                 |                                        | 1                                      | 0,08%                                  |
| Makedonci                              | Makedonci                              |                                        | 1                                      | 0,08%                                  |
| Jugoslovani                            | Jugoslovani                            |                                        | 1                                      | 0,08%                                  |
| Neznano                                | Neznano                                |                                        | 2                                      | 0,16%                                  |